# Ramattan News Agency
Die Ramattan News Agency (arabisch وكالة رامتان للأنباء, DMG Wikālat Rāmattān li-l-Anbāʾ) ist eine palästinensische Nachrichtenagentur.
Ramattan wurde 1998 von einem palästinensischen Geschäftsmann gegründet. Es werden vor allem internationale Fernseh- und Radiosender mit Berichten von Ereignissen in den Palästinensergebieten versorgt. Die Nachrichtenagentur hat Büros in Ramallah, Kairo, Khartum, Darfur, Kuwait, Sanaa und im Gazastreifen. Ihr wird immer wieder vorgeworfen, der Terrororganisation Hamas eine öffentliche Bühne zu bieten.
Im Jahre 2007 wurde Ramattan von Adal al Salam geleitet. Ende 2008 und 2009 lieferte die Nachrichtenagentur regelmäßig Beiträge und Live-Berichterstattung im Gazastreifen für Sender wie CNN und MSNBC.